# Università di Nova Gorica
L'Università di Nova Gorica (abbreviata UNG; in sloveno Univerza v Novi Gorici; in latino Universitas Novogoritiensis) è la quarta più grande università della Slovenia, con circa 800 studenti.
Fondata nel 1995, conta attualmente 6 facoltà, un'accademia d'arte ed un collegio di viticoltura ed enologia. Ha sede a Valdirose, frazione di Nova Gorica.

## Facoltà e scuole
- Facoltà di scienze naturali (Fakulteta za naravoslovje)
- Facoltà delle discipline umanistiche (Fakulteta za humanistiko)
- Facoltà di scienze ambientali (Fakulteta za znanosti o okolju)
- Facoltà di scienze naturali applicate (Fakulteta za aplikativno naravoslovje)
- Facoltà di economia e tecnologia (Poslovno-tehniška fakulteta)
- Accademia d'arte (Akademija umetnosti)
- Collegio di viticoltura ed enologia (Visoka šola za vinogradništvo in vinarstvo)